# Anne Cavendish-Bentinck
Lady Alexandra Margaret Anne Cavendish-Bentinck (* 16. September 1916; † 29. Dezember 2008) war eine britische Adlige und eine der reichsten Großgrundbesitzerinnen Großbritanniens. Ihr Vater war William Cavendish-Bentinck, 7. Duke of Portland, ein Mitglied der britischen Konservativen, ihre Mutter war Ivy Gordon-Lennox, Tochter von Lord Algernon Charles Gordon-Lennox. Ihre Schwester Lady Margaret Parente starb 1955.
Als Lady Annes Vater im Mai 1977 starb, erbte sie den Familiensitz Welbeck Abbey sowie das Familienvermögen. Der Titel und der Sitz im Oberhaus ging an den Groß-Cousin ihres Vaters Ferdinand Cavendish-Bentinck, 8th Duke of Portland.
Lady Anne war ihr Leben lang unverheiratet. Angeblich wollte Karl von Belgien um ihre Hand anhalten, aber sie verließ nicht ihr Bett, als er ihr und ihren Eltern seine Aufwartung machen wollte. Später wollte sie den 11th Duke of Leeds heiraten. Als ihre Eltern ihr das verboten, soll sie beschlossen haben, unverheiratet zu bleiben. 
Sie war in England eine bekannte Kunstsammlerin. 1977 gründete sie die Harley Foundation, eine bedeutende Kunstsammlung, welche in Welbeck Abbey ein umfangreiches Kunstmuseum unterhält. 
Zusätzlich engagierte sie sich mit bedeutenden Summen im karitativen Bereich.
Bekannt war sie durch ihre Sportlichkeit, mit 90 Jahren nahm sie im Damensattel an ihrem letzten Jagdritt teil. 
Zum Zeitpunkt ihres Todes wurde ihr Vermögen auf 158 Millionen £ geschätzt. Unter anderem sollen ihr 12 Hektar Land im Londoner West End rund um die Harley Street, 69 km² Land in Nottinghamshire und 250 km² in Schottland gehört haben. Auf der Times Rich List nahm sie den 511. Platz ein. 